# Aussichtsturm Barhöft

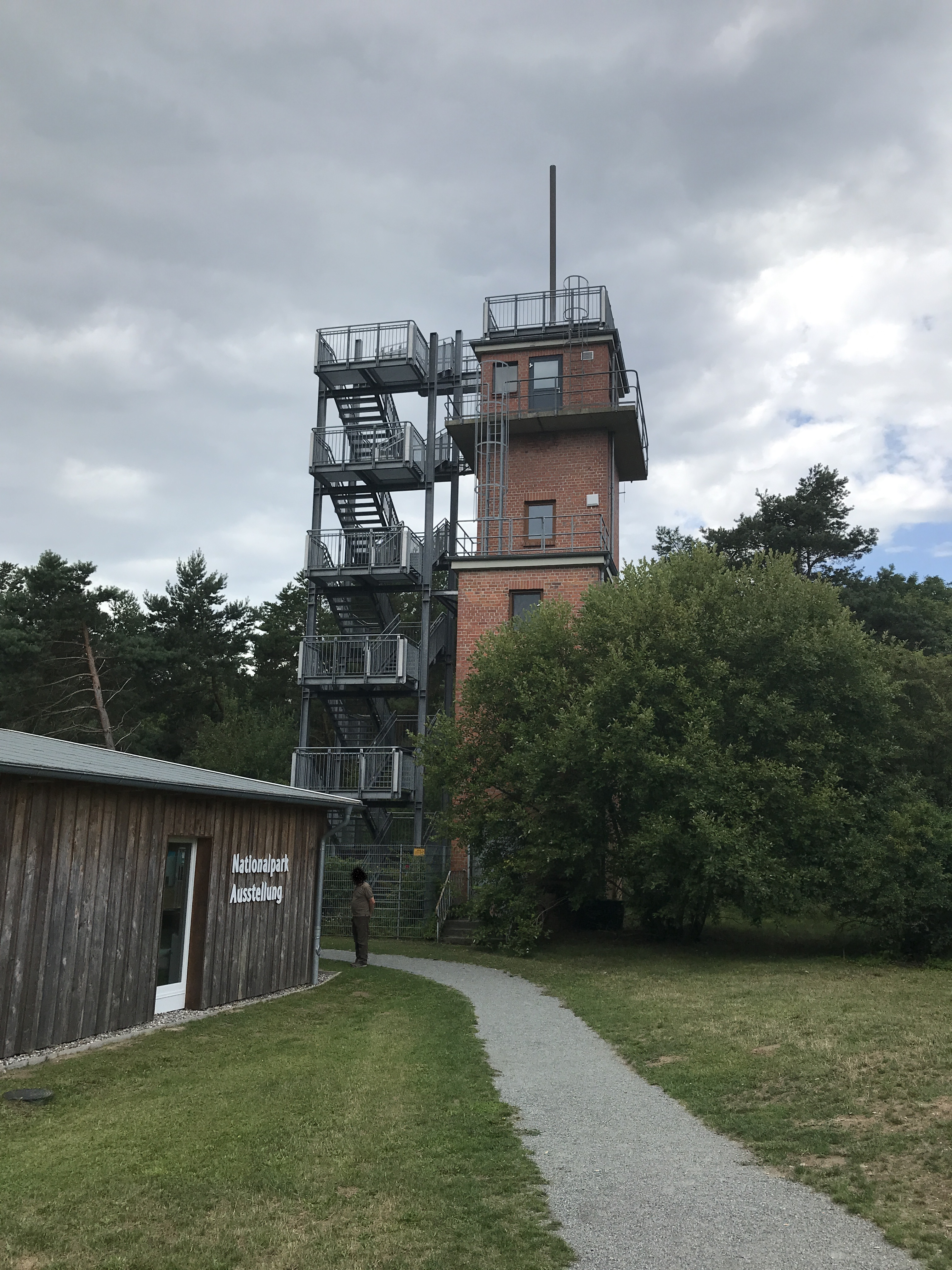
Aussichtsturm Barhöft

Der Aussichtsturm Barhöft ist ein mehr als 17 m hoher Aussichtsturm in Barhöft, einem Ortsteil der Gemeinde Klausdorf im Landkreis Vorpommern-Rügen in Mecklenburg-Vorpommern.

## Geographische Lage und Erreichbarkeit
Der Aussichtsturm steht in einem Waldgebiet im nördlichen Bereich der Gemarkung (21 m ü. NHN) und kann durch einen Zufahrtsweg von Süden aus erreicht werden. Von Nordwesten kommend führt naturbelassener Weg, der Bockweg, in südöstlicher Richtung am Turm vorbei.

## Beschreibung
Der viergeschossige Turm entstand im Wesentlichen aus rötlichem Mauerstein. Er besitzt ein innenliegendes Treppenhaus sowie eine stählerne Außentreppe, die zu einem späteren Zeitpunkt zur zivilen Nutzung angebaut wurde. Die Plattform befindet sich auf einer Höhe von 16,9 m über dem Boden und kann gegen Eintritt betreten werden.

## Geschichte

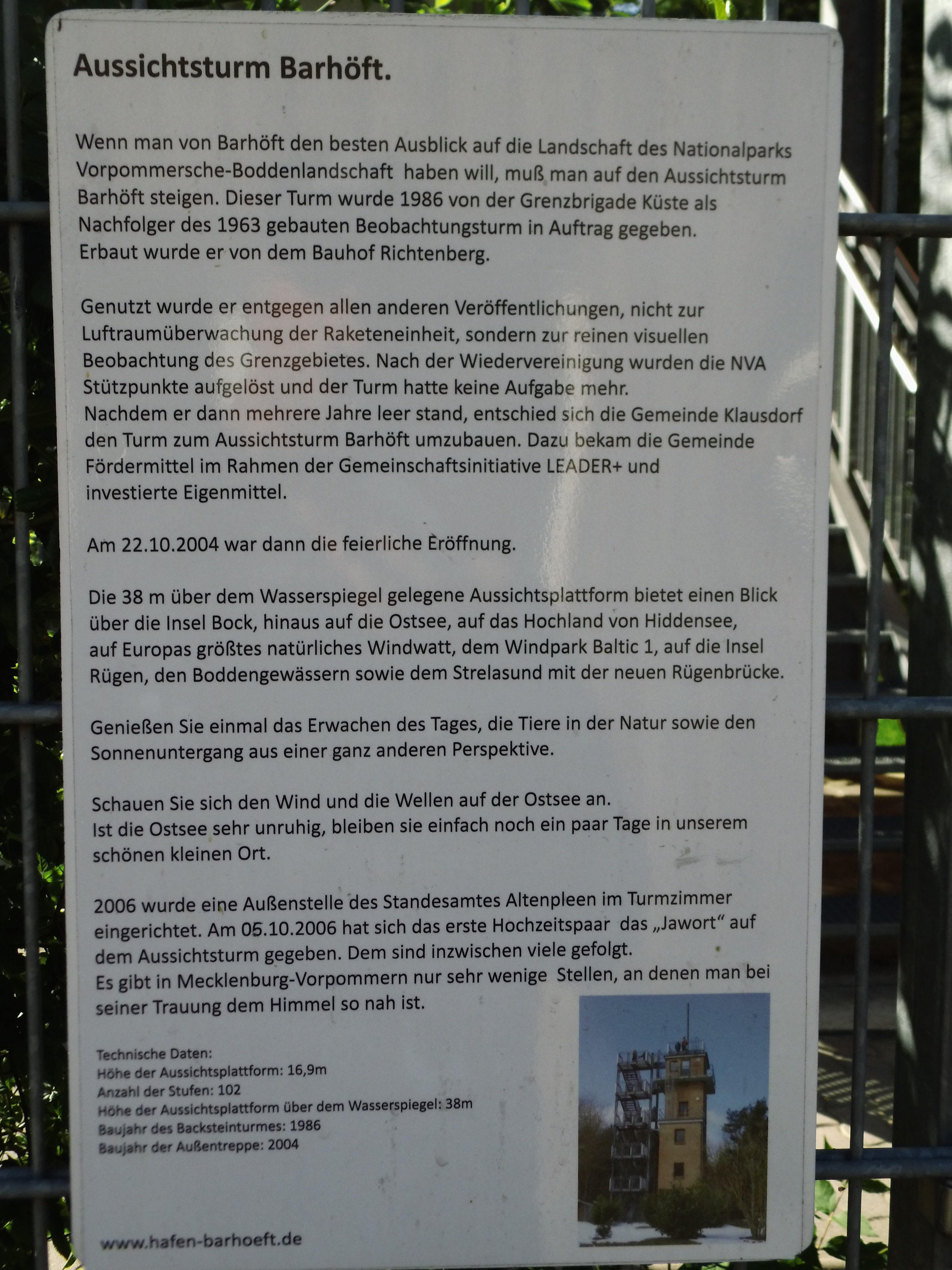
Tafel Aussichtsturm Barhöft

1963 existierte bereits ein Vorgängerbau, der 1986 vom Bauhof in Richtenberg durch einen Nachfolgebau ersetzt wurde. Die 6. Grenzbrigade Küste, 3. Technischer Beobachtungszug (3. TBZ) nutzte das Bauwerk zur visuellen Grenzüberwachung. Die DDR-Grenzsoldaten hatten den Auftrag, vom Turm aus Schiffsbewegungen auf der Ostsee zu beobachten und Fluchtversuche festzustellen.
Nach der Wende stand das Gebäude zunächst einige Jahre leer, bis sich die Gemeinde Klausdorf zu einem Umbau entschied. Dabei entstand auch die Außentreppe mit 102 Stufen, über die die Plattform in rund 38 Metern über dem Meeresspiegel erreicht werden kann. Neben Eigenmitteln kamen dabei auch Fördergelder aus dem LEADER-Projekt der EU zum Einsatz. Die Wiedereröffnung fand am 22. Oktober 2004 statt. 2006 eröffnete das Standesamt Altenpleen im Turmzimmer eine Außenstelle, in der sich am 5. Oktober 2006 erstmals ein Paar traute. Am Fuß des Turms befindet sich eine Nationalparkausstellung des Nationalparks Vorpommersche Boddenlandschaft.

## Aussichtsmöglichkeiten
Von der Aussichtsplattform erstreckt sich der Blick über den Nationalpark. Nördlich ist die Insel Bock zu sehen, dahinter die Ostsee sowie das Hochland von Hiddensee und die Insel Rügen. Manchmal ist auch die Insel Møn mittels Fernglas erkennbar.